# Nicklas Bendtner
Nicklas Bendtner (phát âm tiếng Đan Mạch: [ˈne̝klæs ˈpenˀtnɐ]; sinh ngày 16 tháng 1 năm 1988) là một cựu cầu thủ chuyên nghiệp người Đan Mạch từng chơi ở vị trí tiền đạo. Vị trí sở trường của anh là tiền đạo trung tâm, tuy nhiên anh cũng có thể chơi dạt về bên phía cánh phải.
Sau khi trải qua các cấp độ trẻ tại Tårnby Boldklub, Kjøbenhavns Boldklub và Arsenal, Bendtner ký hợp đồng chuyên nghiệp đầu tiên với Arsenal vào năm 2005. Anh có trận đấu chuyên nghiệp đầu tiên vào tháng 10 năm 2005 trong trận đấu thuộc khuôn khổ League Cup với Sunderland. Vào mùa giải 2006-07, Bendtner được cho mượn tại câu lạc bộ thuộc giải hạng nhất Anh là Birmingham City và có 48 lần ra sân. Trở lại Arsenal, anh trở thành cầu thủ thường xuyên có mặt trong đội hình chính thức, nhưng dần mất chỗ đứng vào mùa giải 2010–11. Anh chuyển sang câu lạc bộ tại Premier League là Sunderland dưới dạng cho mượn trong phần lớn mùa 2011–12 và có 30 lần ra sân. Anh tiếp tục được cho mượn tại câu lạc bộ của Ý Juventus và ra sân 10 lần. Bendtner được Arsenal giải phóng hợp đồng vào năm 2014. Anh sau đó gia nhập Wolfsburg dưới dạng chuyển nhượng tự do và được giải phóng hợp đồng vào năm 2016.
Bendtner thi đấu quốc tế cho Đan Mạch ở các lứa tuổi U-16, U-17, U-19, U-21 và cấp độ đội tuyển quốc gia. Anh có trận đấu đầu tiên cho đội tuyển quốc gia vào ngày 16 tháng 8 năm 2006 trong trận giao hữu với Ba Lan, và ghi bàn ngay trong trận đấu đó. Kể từ đó anh có 80 lần ra sân, ghi 30 bàn. Anh cũng cùng Đan Mạch tham dự World Cup 2010 và Euro 2012.

## Sự nghiệp câu lạc bộ

### Những năm đầu sự nghiệp
Sinh ra tại Copenhagen, Bendtner bắt đầu chơi bóng đá cho câu lạc bộ Tarnby Boldklub trước khi đến với câu lạc bộ Kjøbenhavns Boldklub trực thuộc F.C. Copenhagen vào năm 1998. Anh ghi 4 bàn thắng trong 6 trận của đội tuyển trẻ quốc gia Đan Mạch trước khi gia nhập câu lạc bộ Arsenal vào mùa hè năm 2004.

### Arsenal
Bendtner cùng đồng đội Arturo Lupoli kết hợp nên bộ đôi tiền đạo lợi hại của đội dự bị Arsenal. Trận đấu đầu tiên của anh cho đội một Arsenal đến vào ngày 25 tháng 10 năm 2005 trong trận đấu thuộc khuôn khổ League Cup với Sunderland tại Sân vận động Ánh sáng khi anh vào sân thay cho Quincy Owusu-Abeyie ở những phút cuối trận.

#### Cho mượn tại Birmingham City
Bendtner được cho Birmingham City mượn vào tháng 8 năm 2006, với hợp đồng mượn ban đầu kéo dài cho đến tháng 1 năm 2007. Bendtner có trận đấu đầu tiên cho Birmingham City vào sân thay cho Stephen Clemence trong trận đấu với Colchester United vào ngày 5 tháng 8 năm 2006. Anh đã chơi khoảng 30 phút cuối trận và ghi bàn thắng quyết định. Hợp đồng cho Birmingham mượn của anh được kéo dài đến cuối mùa giải 2006–07 do HLV Arsène Wenger của Arsenal cho rằng kinh nghiệm sẽ tốt cho Bendtner.

#### Mùa giải 2007–08

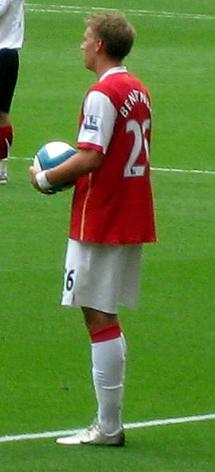
Bendtner năm 2007

Bendtner ký một hợp đồng năm năm với Arsenal vào tháng 5 năm 2007 và đã trở về câu lạc bộ cho mùa giải 2007-08. Nhờ việc gây ấn tượng tại Birmingham, tiền đạo trẻ tuổi được cho là có cơ hội có được vị trí trong đội một tại Olympique Lyonnais và Milan, nhưng anh quyết định ở lại và tìm kiếm chỗ đứng trong đội hình xuất phát.
Trong trận đấu đầu tiên trên sân Emirates trước Paris Saint-Germain thuộc khuôn khổ Emirates Cup, Bendtner ghi một bàn và kiến tạo một bàn cho Mathieu Flamini. Bàn thắng chính thức đầu tiên của anh cho The Gunners là bàn thắng ấn định tỉ số 2–0 trước Newcastle United vào ngày 25 tháng 9 năm 2007 trong trận đấu thuộc League Cup. Vào ngày 23 thánng 10 anh ghi bàn bàn thắng đầu tiên tại UEFA Champions League ở phút thứ 89 trong trận đấu với Slavia Prague sau cú đánh gót của Emmanuel Eboué để hoàn tất chiến thắng hủy diệt 7–0.
Anh lần đầu có tên trong đội hình xuất phát tại Premier League trong chuyến làm khách ở Everton vào ngày 29 tháng 12 năm 2007 nhưng cuối cùng bị đuổi ra khỏi sân sau hai pha phạm lỗi xứng đáng phải nhận thẻ. Sau khi hết hạn treo giò, Bendtner ghi bàn thắng đầu tiên tại FA Cup trong chiến thắng 2-0 trước Burnley vào ngày 6 tháng 1 năm 2008.
Bàn thắng đầu tiên của Bendtner tại Premier League đến vào ngày 22 tháng 12 năm 2007 trong chiến thắng 2-1 của Arsenal trước Tottenham Hotspur trên sân Emirates. Cú đánh đầu ghi bàn thắng quyết định từ quả phạt góc của Cesc Fàbregas đến chỉ 1,8 giây sau khi vào sân thay cho Emmanuel Eboué đã giúp anh lập nên kỉ lục cầu thủ ghi bàn nhanh nhất sau khi vào sân.
Trong suốt mùa giải này, huấn luyện viên Arsène Wenger cố gắng kết hợp Bendtner với Emmanuel Adebayor mỗi khi Robin van Persie được cho nghỉ. Tuy nhiên Bendtner và Adebayor tỏ ra không ăn ý với nhau. Mọi chuyện càng trở nên rõ ràng trong trận bán kết lượt về League Cup 2007-08 trên sân của Tottenham khi hai cầu thủ này lao vào nhau cãi vã ở thời điểm tỉ số đang là 4–1 cho Tottenham khiến trọng tài Howard Webb, đội trưởng William Gallas, và các đồng đội khác phải can ngăn. Adebayor sau đó xin lỗi trên trang chủ của Arsenal còn FA quyết định không đưa ra hình thức phạt nào đối với hai cầu thủ.
Bendtner cũng ghi bàn quân bình tỉ số ở những phút cuối cùng trong trận gặp Aston Villa để giúp Arsenal duy trì vị trí đầu bảng.

#### Mùa giải 2008–09
Dấu ấn của Bendtner trong loạt trận giao hữu trước mùa giải là 4 bàn thắng trong hiệp một trận thắng Burgenland XI 10–2 vào ngày 29 tháng 7 năm 2008. Anh ghi bàn thắng đầu tiên tại Premier League 2008–09 trước Bolton Wanderers và kiến tạo một bàn cho Emmanuel Eboué, tất cả diễn ra trong vòng một phút.
Ngày 25 tháng 11 anh ghi bàn thắng gây tranh cãi ở phút 87 trước Dynamo Kyiv tại Champions League để đảm bảo cho Arsenal một suất ở vòng loại trực tiếp. Sau khi một cầu thủ bị chấn thương được chăm sóc và Kyiv muốn được trả lại bóng, Cesc Fàbregas đưa bóng lên trên cho Bendtner ghi bàn bằng chân trái. Anh bị phạt thẻ vàng vì cởi áo ăn mừng. Vào tháng 1, anh ghi hai bàn sau khi vào sân từ ghế dự bị đem lại các chiến thắng muộn màng trước Bolton và Hull City đều từ những quả tạt của Robin van Persie.
Ngày 24 tháng 2, anh bỏ lỡ khá nhiều cơ hội trong chiến thắng 1-0 trước Roma ở vòng knockout. Tuần sau đó Bendtner ghi 2 bàn trong chiến thắng 3-1 trên sân của West Bromwich Albion. Người hâm mộ thậm chí vẫn cổ vũ anh dù bỏ lỡ vô số cơ hội trong trận gặp Blackburn. Dù vậy Arsenal vẫn thắng 4–0 nhờ công của Andrei Arshavin và cú đúp của Eboué. Bendtner có một pha đánh đầu thành bàn trong trận thắng 3–1 trên sân của Newcastle United.

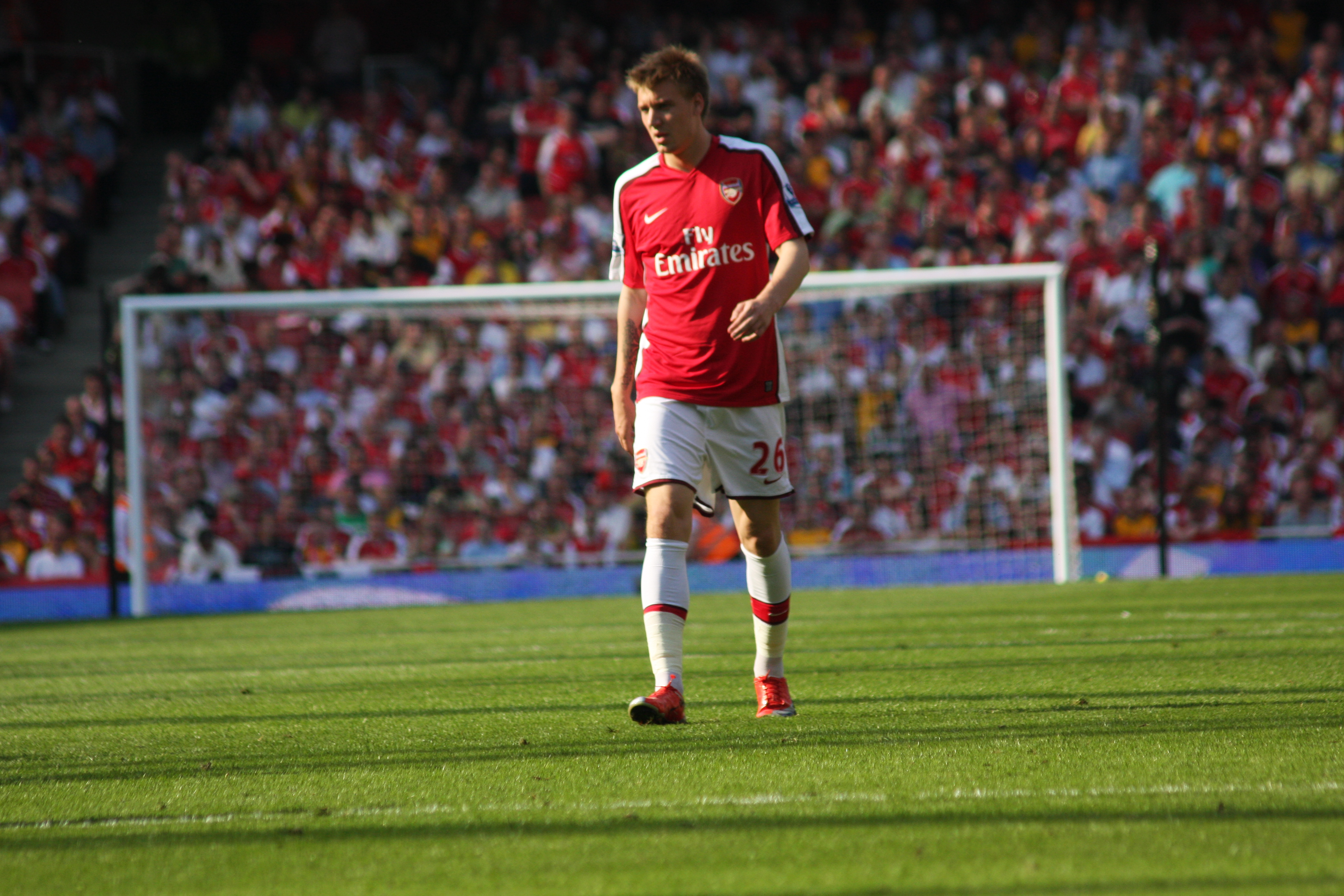
Bendtner trong trận gặp Stoke City tháng 5 năm 2009

Vào ngày 5 tháng 5 năm 2009, anh bị bắt gặp tại một hộp đêm vài giờ sau trận thua 3-1 trên sân nhà trước Manchester United tại bán kết Champions League. Người ta đã chụp lại hình ảnh anh với thắt lưng chưa cài và quần jeans bị tụt xuống. Sau đó anh nói rằng "Tôi còn trẻ, nhưng những gì tôi đã làm là sai lầm và là điều tôi cực kì hối tiếc." 
Bendtner sửa chữa bằng một bàn thắng, dù chỉ là bàn thắng an ủi trong thảm bại 4–1 trước Chelsea.

#### Mùa giải 2009–10
Bendtner khởi đầu mùa giải mới bằng việc thay đổi số áo tại Arsenal. "Trước khi mùa giải bắt đầu, tôi muốn thay đổi số áo 26 của mình, số áo đã theo tôi nhiều năm. Tôi quyết định chuyển sang số 52 bởi nó rất đặc biệt với bản thân tôi, và hi vọng nó đem lại may mắn cho tôi trong mùa giải mới. Tôi nhận thức được rằng đã có rất nhiều người hâm mộ mua cho mình những chiếc áo mùa 2009–10 với tên và số in sẵn nên cá nhân tôi muốn bù đắp kinh phí thay thế những chiếc áo của bất kì ai có số cũ của tôi. Việc các cổ động viên mặc áo có tên và số áo của bạn có ý nghĩa rất lớn, và tôi muốn chắc chẳn rằng không ai cảm thấy bất tiện bởi sự thay đổi."
Vào ngày 16 tháng 9, Bendtner ghi bàn thắng đầu tiên của mình trong mùa giải mới tại vòng bảng Champions League với chiến thắng 3–2 trên sân của Standard Liège. Vào sáng ngày 27 tháng 9, anh gặp tai nạn xe hơi khi đang lái xe trên đường A1. Anh bị xước ở đầu gối và bị đau vai còn chiếc Aston Martin thì hư hỏng nặng. Anh sau đó phải bỏ lỡ trận thắng 2-0 trước Olympiakos. Anh trở lại vào ngày 4 tháng 10 năm 2009 và ghi bàn thắng đầu tiên tại giải quốc nội trong chiến thắng 6–2 trước Blackburn Rovers. Vào ngày 28 tháng 10, anh ghi bàn thắng ấn định chiến thắng 2–1 trước Liverpool tại vòng 4 League Cup.
Vào ngày 10 tháng 11, Bendtner trải qua cuộc phẫu thuật háng ở Đức sau chấn thương trong trận thắng 3–0 ngày 31 tháng 10 trước Tottenham. Anh được dự đoán sẽ phải vắng mặt 4 tuần, nhưng trở lại vào 27 tháng một trong trận hòa không bàn thắng tại Villa Park. Anh xuất phát lần đầu sau chấn thương và chơi 82 phút trong trận thắng Liverpool ngày 10 tháng 2.
Vào tháng 3, anh ghi hat-trick đầu tiên trong sự nghiệp trong chiến thắng 5–0 trước Porto tại lượt về vòng knock-out UEFA Champions League để đảo ngược trận thua 2–1 ở lượt đi. Anh cũng ghi bàn duy nhất cho Arsenal trong thất bại 4–1 trước Barcelona ở tứ kết vào ngày 6 tháng 4. Đầu tháng 4 Bendtner giành giải Cầu thủ Arsenal của tháng 3, với 33% phiếu bầu chọn thuộc về anh.

#### Mùa giải 2010–11

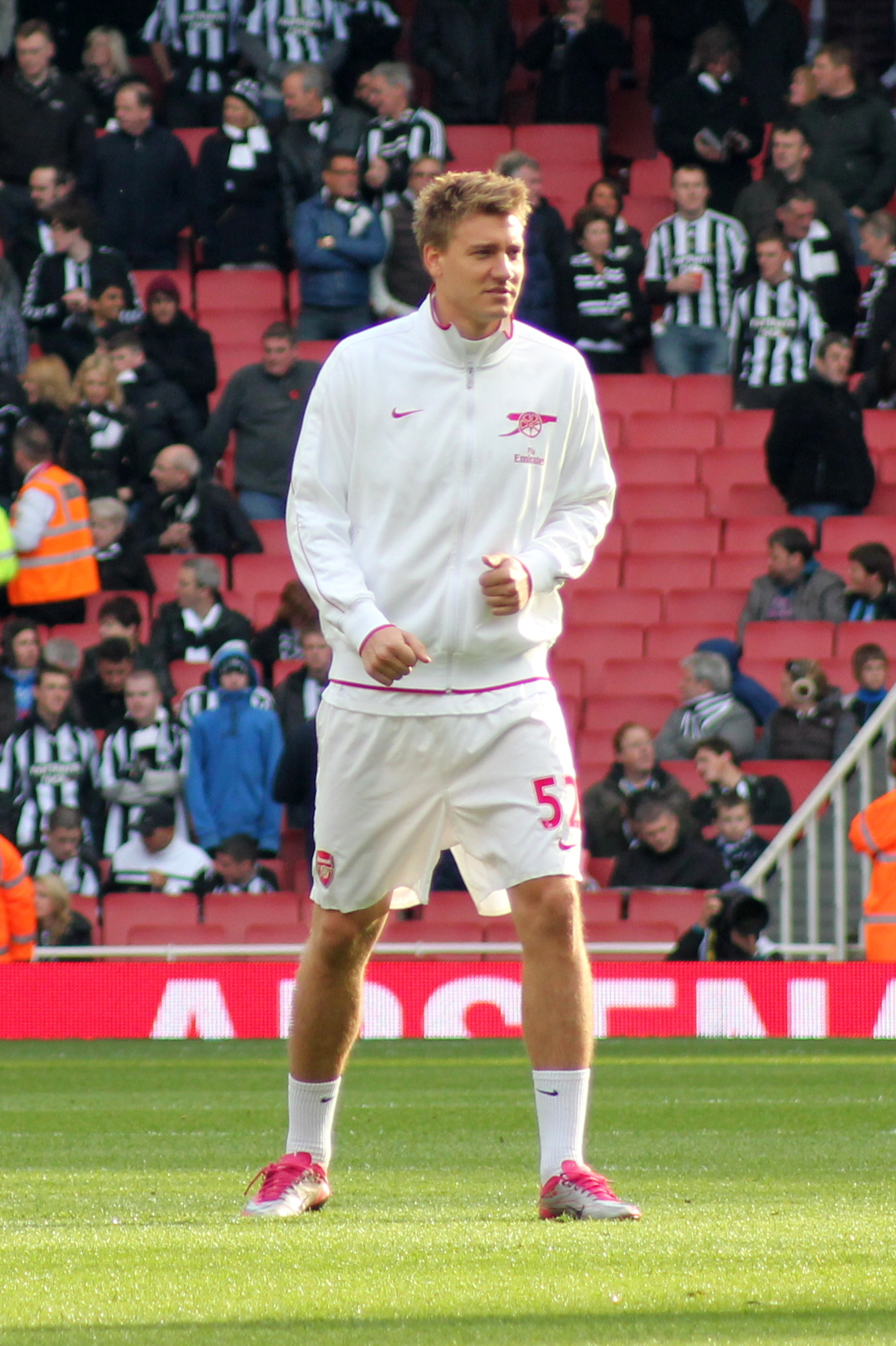
Bendtner năm 2010

Sau khi gặp chấn thương tại World Cup 2010 và không thể thi đấu trong gần 4 tháng, Bendtner trở lại và vào sân thay người trong trận tiếp Birmingham City vào ngày 16 tháng 10. 8 ngày sau, anh ghi bàn trong chiến tích 3–0 trên sân của Manchester City. Ba ngày sau, anh tiếp tục nổ súng trong trận thắng 4–0 trên sân St James' Park của Newcastle United thuộc khuôn khổ League Cup.
Anh ghi bàn thắng đầu tiên trong năm 2011 vào ngày 25 tháng 1 cũng tại League Cup trước Ipswich Town để cân bằng tổng tỉ số 1–1. Arsenal sau đó giành chiến thắng chung cuộc 3–0, (tổng tỉ số 3–1). Bàn thắng trong trận đấu với Ipswich cũng giúp Bendtner giành danh hiệu Bàn thắng Arsenal của tháng 1 Vào ngày 2 tháng 3 năm 2011, Bendtner ghi một hat-trick tại trận đá lại vòng năm FA Cup với Leyton Orient, đội bóng thuộc League One. Đây là hat-trick đầu tiên của anh sau gần một năm và đầu tiên của một cầu thủ Arsenal tại FA Cup kể từ cú hat-trick mà Ian Wright lập được trước Yeovil Town năm 1993.
Bendtner bị gạt ra khỏi chuyến du đấu châu Á của Arsenal hè 2011 cùng lúc những đàm phán về tương lai của anh tại câu lạc bộ bắt đầu diễn ra. Cùng với những tin đồn về những lời đề nghị từ phía Stoke City và Borussia Dortmund cũng như lời đề nghị chính thức từ Frank Arnesen, giám đốc thể thao của Hamburg, Bendtner công khai bày tỏ nguyện vọng rời Arsenal vào tháng 8 năm 2011 bởi anh muốn được ra sân đá chính.

#### Cho mượn tại Sunderland
Vào ngày cuối cùng của kì chuyển nhượng mùa hè, câu lạc bộ Sunderland hoàn tất hợp đồng mượn Bendtner một năm. Bendtner nói rằng anh sẽ không bao giờ thi đấu cho Arsenal một lần nào nữa bởi câu lạc bộ đã không trao cho anh nhiều cơ hội kể từ sau tai nạn xe hơi. Anh có đường kiến tạo thành bàn trong trận đấu với Chelsea ngày 10 tháng 9 năm 2011, và sau đó có được bàn thắng đầu tiên cho câu lạc bộ mới vào ngày 1 tháng 10 năm 2011 trước West Bromwich Albion. Anh cũng kiến tạo bàn còn lại của Sunderland trong trận đấu này do công của Ahmed Elmohamady, ấn định tỉ số hòa 2–2.
Bàn thắng tiếp theo của Bendtner cho Sunderland đến ở những phút bù giờ trận gặp Bolton Wanderers giúp Mèo đen có được chiến thắng 2–0 và cũng là chiến thắng thứ hai từ đầu mùa. Bendtner ghi bàn thắng thứ ba cho Sunderland tron chiến thắng 3–2 trên sân của Queens Park Rangers. Vào ngày 21 tháng 1 năm 2012, Bendtner dính chấn thương ở mũi trong trận thắng 2–0 trước Swansea City và phải rời sân. Bendtner ghi bàn trở lại trong trận Derby Tyne-Wear vào ngày 4 tháng 3 bằng quả phạt đền giúp Sunderland vượt lên dẫn trước 1–0. Vào ngày 10 tháng 3, Bendtner ghi bàn vào lưới Liverpool đưa Sunderland tới chiến thăng 1–0. Anh tiếp tục ghi bàn giúp Sunderland thắng 3–1 trên sân nhà trước QPR và hòa 3–3 trên sân của Manchester City.

#### Cho mượn tại Juventus
Vào ngày cuối cùng của kì chuyển nhượng mùa hè 2012, Bendtner gia nhập đội bóng nước Ý Juventus theo dạng cho mượn tới hết mùa cùng điều khoản mua đứt. Bendtner có trận đấu ra mắt Juventus khi vào sân thay cho Fabio Quagliarella trong trận thắng 2-0 trên sân Juventus Arena trước câu lạc bộ Chievo vào ngày 22 tháng 9 năm 2012. Bendtner xuất phát trong đội hình chính lần đầu tiên vào ngày 28 tháng 10 trong chiến thắng 1–0 trước Catania. Vào tháng 12 anh xuất phát trong trận đấu tại Coppa Italia với Cagliari, nhưng gặp chấn thương đùi và phải nghỉ thi đấu ít nhất là hai tháng. Bendtner giành Scudetto mùa giải 2012-13 với Juventus, nhưng không thể ghi nổi một bàn thắng. Kết thúc mùa giải 2012–13 Juventus quyết định không giữ anh lại và Bendtner trở lại Arsenal.

#### Mùa giải 2013–14

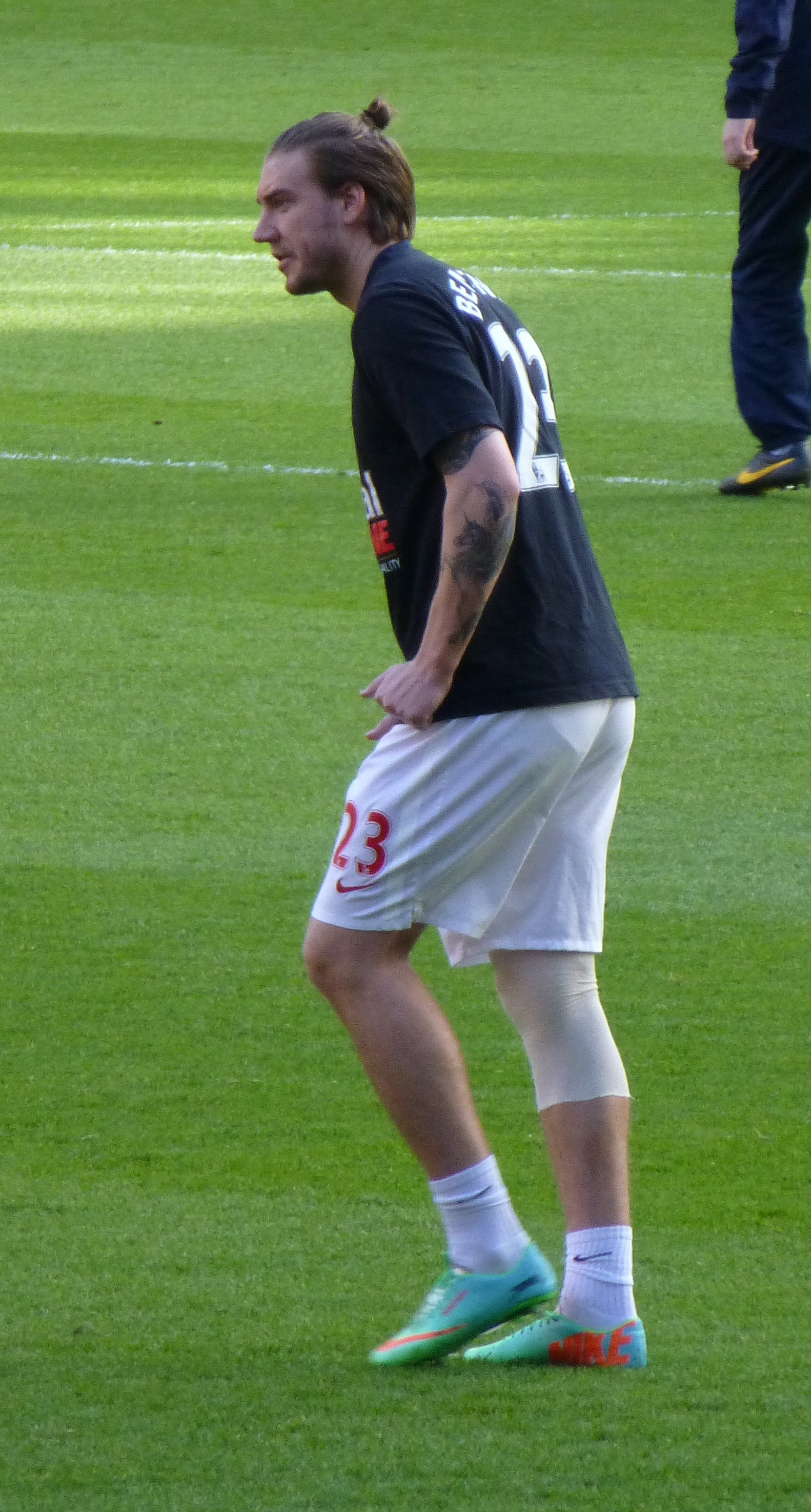
Bendtner khởi động trong trận gặp Sunderland

Vào ngày 22 tháng 9 năm 2013, Bendtner có mặt trên ghế dự bị trận gặp Stoke City. Ba ngày sau, Bendtner trở lại đội hình chính của Arsenal trong trận gặp West Bromwich Albion tại League Cup. Trận đấu kết thúc với tỉ số 1–1 với các bàn thắng của Thomas Eisfeld từ đường chuyền của Bendtner và bàn gỡ của Saido Berahino buộc trận đấu phải bước vào hiệp phụ và loạt sút luân lưu. Bendtner chơi trong suốt 120 phút và chuyển hóa thành công quả penalty đầu tiên của Arsenal góp phần vào tỉ số 4–3 chung cuộc. Vào ngày 4 tháng 12, trong trận gặp Hull City, Bendtner ghi bàn thắng đầu tiên cho Arsenal kể từ tháng 3 năm 2011 nhờ cú đánh đầu ở ngay phút thứ hai của trận đấu. Vào ngày 1 tháng 1 năm 2014, Bendtner ghi bàn thắng cuối cùng cho Arsenal trước Cardiff City ở phút thứ 88 trước khi gặp chấn thương mắt cá ngay sau đó. Vào ngày 4 tháng 3 năm 2014, Bendtner thông báo sẽ rời Arsenal vào cuối mùa khi hợp đồng cũ hết hạn.

### Wolfsburg

#### Mùa giải 2014–15
Vào ngày 15 tháng 8 năm 2014, Bendtner ký hợp đồng ba năm với VfL Wolfsburg của Bundesliga. Giám đốc điều hành Klaus Allofs miêu tả cầu thủ người Đan Mạch là "một tiền đạo ở độ tuổi tuyệt nhất, có được nhiều kinh nghiệm trên đấu trường quốc tế trong sự nghiệp không bằng phẳng của mình."  Anh ra mắt câu lạc bộ mới từ băng ghế dự bị trận hòa 2–2 Eintracht Frankfurt.
Vào ngày 6 tháng 11 năm 2014, Bendtner ghi hai bàn đầu tiên cho Wolfsburg, một từ chấm penalty và một từ pha xoay xở trong vòng cấm trong chiến thắng 5–1 trước Krasnodar tại Europa League. Hai tuần sau anh ghi bàn thắng đầu tiên tại Bundesliga ở trận thua 3–2 trước Schalke 04. Vào ngày 19 tháng 3 năm 2015, anh ghi bàn thắng ấn định tỉ số ở phút thứ 89 trong trận lượt về vòng 1/8 Europa League trước Inter Milan.

#### Mùa giải 2015–16
Bendtner ghi bàn thắng đầu tiên của Wolfsburg trong mùa giải 2015-16 khi gỡ hòa 1-1 ở phút 89 trong trận tranh Siêu cúp bóng đá Đức 2015 với Bayern München. Anh cũng đồng thời là người sút thành công quả penalty quyết định trong loạt luân lưu (thắng 5–4) giúp Wolfsburg giành chức vô địch đầu tiên trong mùa giải. Anh tiếp tục ghi bàn vào ngày 8/8/2015 trong chiến thắng 4–1 tại Stuttgarter Kickers ở vòng một DFB-Pokal.
Vào ngày 25/4/2016, Wolfsburg thông báo chấm dứt hợp đồng với Bendtner, hợp đồng có thời hạn ban đầu tới năm 2017.

### Nottingham Forest
Vào ngày 7 tháng 9 năm 2016, Bendtner ký hợp đồng hai năm với câu lạc bộ Nottingham Forest thuộc Championship. Anh ấy có trận ra mắt câu lạc bộ vào ngày 20 tháng 9 tại EFL Cup 2016–17 gặp câu lạc bộ cũ Arsenal.Anh rời Nottingham Forest với 2 bàn thắng sau 17 lần ra sân trên mọi đấu trường

### Rosenborg BK
Vào ngày 6 tháng 3 năm 2017, Bendtner ký hợp đồng với câu lạc bộ Na Uy Rosenborg với mức phí không được tiết lộ. Anh cũng ghi bàn thắng đầu tiên ở giải đấu trong trận ra mắt Eliteserien trước Odds.Anh cùng câu lạc bộ dành hai Mesterfinalen liên tiếp

### Copenhagen
Ngày 2 tháng 9 năm 2019, FC Copenhagen thông báo họ đã ký hợp đồng với Bendtner. Anh ghi bàn thắng duy nhất trong trận đấu cúp với FC Nordsjælland vào ngày 31 tháng 10 năm 2019.

### Giải nghệ
Vào ngày 25 tháng 8 năm 2020, Tårnby FF, đội cấp cao thi đấu ở giải hạng tư Denmark Series, thông báo rằng Bendtner đã đăng ký câu lạc bộ, nơi anh sẽ trở thành một phần của "M+32 Old Boys". Trên Bendtner gia nhập đội, người tổ chức đội M+32, Martin Skov Hæstrup nói rằng "chúng tôi rất vui vì Nicklas muốn giữ dáng cùng với một số người mà anh ấy đã biết trong nhiều năm. Cơ hội này là điều mà chúng tôi đã thảo luận nhiều năm." Anh ấy ra mắt đội vào ngày 9 Tháng 9, nơi anh bắt đầu với tư cách tiền vệ tấn công trước Fredensborg BI đội M+32, kết thúc với chiến thắng 1–0.
Vào tháng 6 năm 2021, Bendtner tuyên bố từ giã sự nghiệp bóng đá trong chương trình Discovery+ Bendtner og Philine

## Sự nghiệp thi đấu quốc tế

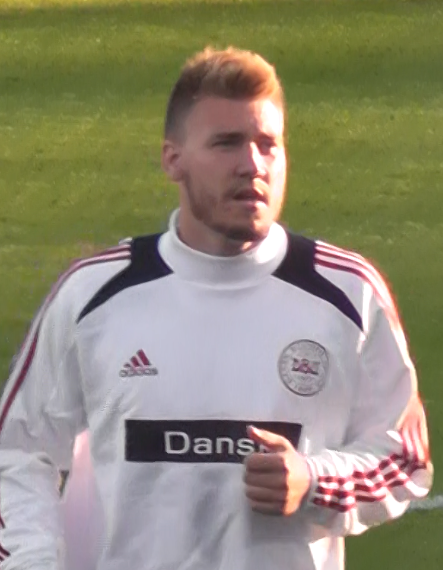
Bendtner trước trận đấu với Slovakia năm 2012

Bendtner bắt đầu sự nghiệp tại các đội tuyển quốc gia bằng ba bàn trong ba trận cho đội U16 quốc gia Đan Mạch vào tháng 2 năm 2004. Anh tiếp tục ghi 6 bàn trong 15 trận cho đội U17 Đan Mạch, và giành danh hiệu Cầu thủ U17 Đan Mạch xuất sắc nhất năm 2004.
Bendtner là cầu thủ trẻ nhất trong đội hình đội U21 Đan Mạch dự Giải vô địch bóng đá U-21 châu Âu 2006. Anh ra mắt đội U21 vào ngày 17 tháng 5 năm 2006 và ghi cả hai bàn trong trận thắng 2–0 trước Tây Ban Nha.
Bendtner có trận đấu đầu tiên cho đội tuyển quốc gia Đan Mạch vào ngày 16 tháng 8 năm 2006 khi mới chỉ 18 tuổi, giúp anh trở thành cầu thủ trẻ thứ bảy từng chơi cho đội tuyển quốc gia nước này. Anh xuất phát ngay từ đầu trong trận đấu đó gặp đội tuyển Ba Lan. Anh có bàn thắng đầu tiên chỉ sau 30 phút giúp Đan Mạch thắng 2–0. On ngày 1 tháng 9 năm 2006, Anh có trận đấu chính thức thứ hai trong màu áo Đan Mạch khi vào sân thay người trong trận giao hữu với Bồ Đào Nha và ghi bàn ấn định chiến thắng 4–2 cho Đan Mạch. Dù chưa đầy 20 tuổi nhưng Bendtner sớm có chỗ đứng trong đội tuyển quốc gia Đan Mạch và ghi hai bàn tại vòng loại Euro 2008.
Tại vòng loại World Cup 2010, Bendtner ghi bàn cân bằng tỉ số ở phút 84 trước Bồ Đào Nha, trong trận đấu mà Đan Mạch giành chiến thắng 3–2. Anh tiếp tục phá lưới Bồ Đào Nha một lần nữa ở trận đấu lượt về vòng bảng. Bốn ngày sau anh tiếp tục ghi bàn nhờ cú đánh đầu trong trận gặp Albania. Anh kiến tạo cho Jakob Poulsen ghi bàn trong chiến thắng 1–0 trước Thụy Điển giúp Đan Mạch giành vé tới World Cup 2010. Anh kết thúc vòng loại với ba bàn thắng ghi được. Nhờ những đóng góp trên anh được bầu là cầu thủ xuất sắc nhất Đan Mạch và bàn thắng vào lưới Bồ Đào Nha được chọn là Bàn thắng của năm. Bendtner ghi bàn gỡ hòa cho Đan Mạch trong chiến thắng 2–1 trước Cameroon tại vòng bảng World Cup 2010.
Anh ghi hai bàn trong trận thắng 2–0 trước Na Uy ngày 6 tháng 9 năm 2011. Vào ngày 7 tháng 10, Bendtner không thể ghi bàn trong trận thắng 4–1 trước đảo Síp dù có khá nhiều cơ hội ngon ăn. Tuy nhiên chỉ bốn ngày sau anh trở thành người hùng trước Bồ Đào Nha khi ghi bàn ở phút 63 giúp Đan Mạch vượt qua vòng loại Euro 2012. Vào ngày 11 tháng 11, anh ghi bàn trong trận giao hữu với kình địch Thụy Điển.

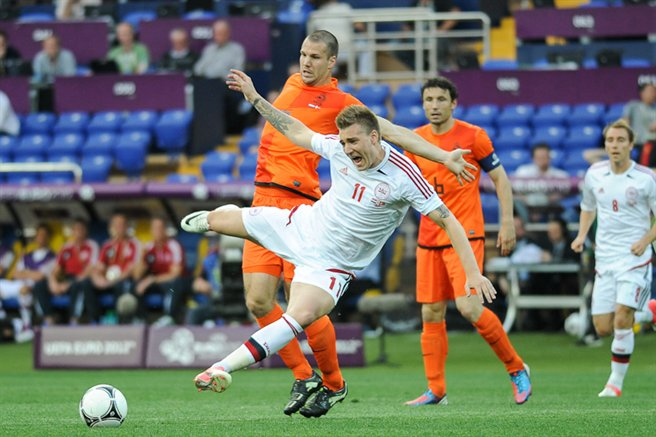
Bendtner trong trận gặp Hà Lan tại Euro 2012

Bendtner được triệu tập vào đội hình dự Euro 2012. Vào ngày 13 tháng 6, anh ghi hai bàn trong trận thua xít xao 3–2 trước Bồ Đào Nha ở trận đấu vòng bảng thứ hai. Trong lúc ăn mừng bàn thắng thứ hai, Bendtner để lộ logo của hãng cá cược Paddy Power in trên chiếc quần trong. Vì lý do này UEFA quyết định treo giò anh một trận đấu tại vòng loại World Cup 2014 và phạt 100.000 euro. Công ty cá cược trên sau đó hỗ trợ tiền phạt cho Bendtner. Vào ngày 12 tháng 10 năm 2012, anh ghi bàn gỡ trong trận hòa 1–1 với Bulgaria tại vòng loại World Cup 2014.
Vào tháng 3 năm 2013, Hiệp hội bóng đá Đan Mạch treo giò Bendtner khỏi đội tuyển quốc gia trong 6 tháng sau khi anh bị bắt vì lái xe trong tình trạng xay sỉn. Trích lời của liên đoàn: "DBU đã yêu cầu cầu thủ Nicklas Bendtner hãy dành 6 tháng để nghĩ ngợi về tương lai thi đấu quốc tế của mình. DBU tôn trọng đời tư cá nhân của tất cả các cầu thủ, nhưng cũng có các quy tắc nhất định về mặt ứng xử cá nhân cần phải được đáp ứng bởi các cầu thủ làm nhiệm vụ quốc tế."
Bendtner trở lại đội tuyển trong trận gặp Ý và ghi cả hai bàn trong trận đấu này. Chấn thương mắt cá gặp phải tại Arsenal khiến Bendtner bị gạt ra khỏi đội tuyển tới tận tháng 3 năm 2014 khi anh được triệu tập trở lại cho trận giao hữu với Anh tại Wembley. Anh ra sân ngay từ đầu nhưng bị thay ra ở phút 63.
Ở lần triệu tập đầu tiên kể từ khi Bendtner chuyển sang Wolfsburg, huấn luyện viên Martin Olsen thay vì gọi Bendtner đã chọn Martin Braithwaite làm tiền đạo duy nhất cho trận giao hữu với Thổ Nhĩ Kỳ và trận đấu tại vòng loại Euro 2016 với Armenia. Vào ngày 25/3/2015, Bendtner ghi một hat-trick trong cú lội ngược dòng chiến thắng 3-2 của Đan Mạch trước Mỹ trong trận giao hữu trên sân NRGi Park ở Aarhus.

## Đời tư cá nhân
Vào tháng 11 năm 2009, báo chí đưa tin Bendtner bị bắt gặp đang hẹn hò tại Hyde Park cùng nữ nam tước Caroline Iuel-Brockdorff, một người có vai vế trong xã hội và khá thân thiết với hoàng gia Đan Mạch. Lớn hơn Bendtner 13 tuổi, vào năm 2008 cô từng li dị một giám đốc ngân hàng tên là Rory Fleming, người đã có với cô hai con và là cháu trai ruột của nhà văn Ian Fleming, tác giả của bộ truyện James Bond.
Hai người gặp nhau lần đầu khi Iuel-Brockdorff đang được ghi hình tại nhà ở Lâu đài Valdemars trong một chương trình truyền hình thực tế. Bendtner là khách mời và họ chụp hình cùng nhau để quảng bá cho sự xuất hiện của anh. Vào tháng 7 năm 2010, Bendtner thổ lộ trên website chính thức của anh rằng anh chuẩn bị được làm cha. Vào ngày 16 tháng 12 năm 2010, Iuel-Brockdorff sinh hạ một bé trai nhờ thủ thuật mổ lấy thai tại Bệnh viện Portland thuộc Luân Đôn.
Bendtner cũng nhận được sự sùng bái của nhóm những người gọi anh bằng tên gọi "Lord Bendtner", danh hiệu mà thực chất là một trò đùa. Vào tháng 3 năm 2015, tờ báo Đan Mạch Se og Hør mua cho anh một khoảnh đất rộng một feet vuông (khoảng 929 cm²) tại Scotland để trao cho anh danh hiệu "Lord", và theo như đại diện của Bendtner, anh chỉ xem đây như "một mánh quảng cáo". Bendtner cũng tham gia vào trò đùa khi đăng tải trên Instagram của anh hình ảnh mình cầm quả bóng vàng thế giới hay đang tranh cử chức thủ tướng Đan Mạch năm 2015.

## Thống kê sự nghiệp

### Câu lạc bộ
Tính đến 24 tháng 11 năm 2019.
| Câu lạc bộ             | Mùa                 | VĐQG                | VĐQG | VĐQG | Cúp QG | Cúp QG | League Cup | League Cup | Cúp châu Âu | Cúp châu Âu | Khác | Khác | Tổng | Tổng |
| Câu lạc bộ             | Mùa                 | Giải                | Trận | Bàn  | Trận   | Bàn    | Trận       | Bàn        | Trận        | Bàn         | Trận | Bàn  | Trận | Bàn  |
| ---------------------- | ------------------- | ------------------- | ---- | ---- | ------ | ------ | ---------- | ---------- | ----------- | ----------- | ---- | ---- | ---- | ---- |
| Arsenal                | 2005–06             | Premier League      | 0    | 0    | 0      | 0      | 3          | 0          | 0           | 0           | —    | —    | 3    | 0    |
| Arsenal                | 2007–08             | Premier League      | 27   | 5    | 2      | 1      | 5          | 1          | 6           | 2           | —    | —    | 40   | 9    |
| Arsenal                | 2008–09             | Premier League      | 31   | 9    | 5      | 2      | 2          | 2          | 12          | 2           | —    | —    | 50   | 15   |
| Arsenal                | 2009–10             | Premier League      | 23   | 6    | 0      | 0      | 1          | 1          | 7           | 5           | —    | —    | 31   | 12   |
| Arsenal                | 2010–11             | Premier League      | 17   | 2    | 5      | 4      | 5          | 3          | 5           | 0           | —    | —    | 32   | 9    |
| Arsenal                | 2011–12             | Premier League      | 1    | 0    | 0      | 0      | 0          | 0          | 0           | 0           | —    | —    | 1    | 0    |
| Arsenal                | 2013–14             | Premier League      | 9    | 2    | 1      | 0      | 2          | 0          | 2           | 0           | —    | —    | 14   | 2    |
| Arsenal                | Tổng                | Tổng                | 108  | 24   | 13     | 7      | 18         | 7          | 32          | 9           | 0    | 0    | 171  | 47   |
| Birmingham City (mượn) | 2006–07             | Championship        | 42   | 11   | 2      | 0      | 4          | 2          | —           | —           | —    | —    | 48   | 13   |
| Sunderland (mượn)      | 2011–12             | Premier League      | 28   | 8    | 2      | 0      | —          | —          | —           | —           | —    | —    | 30   | 8    |
| Juventus (mượn)        | 2012–13             | Serie A             | 9    | 0    | 1      | 0      | —          | —          | 1           | 0           | —    | —    | 11   | 0    |
| Wolfsburg              | 2014–15             | Bundesliga          | 18   | 1    | 2      | 0      | —          | —          | 8           | 4           | —    | —    | 28   | 5    |
| Wolfsburg              | 2015–16             | Bundesliga          | 13   | 2    | 1      | 1      | —          | —          | 4           | 0           | 1    | 1    | 19   | 4    |
| Wolfsburg              | Tổng                | Tổng                | 31   | 3    | 3      | 1      | —          | —          | 12          | 4           | 1    | 1    | 47   | 9    |
| Nottingham Forest      | 2016–17             | Championship        | 15   | 2    | 1      | 0      | 1          | 0          | —           | —           | —    | —    | 17   | 2    |
| Rosenborg              | 2017                | Eliteserien         | 29   | 19   | 1      | 0      | —          | —          | 12          | 4           | 1    | 0    | 44   | 23   |
| Rosenborg              | 2018                | Eliteserien         | 23   | 3    | 0      | 0      | —          | —          | 0           | 0           | 1    | 1    | 37   | 12   |
| Rosenborg              | 2019                | Eliteserien         | 5    | 0    | 0      | 0      |            |            | 0           | 0           | 0    | 0    | 5    | 0    |
|                        | Tổng cộng           | Tổng cộng           | 39   | 22   | 1      | 0      | —          | —          | 23          | 7           | 2    | 1    | 86   | 35   |
| Copenhagen             | 2019–20             | Danish Superliga    | 6    | 0    | 2      | 1      | —          | —          | 1           | 0           | —    | —    | 9    | 1    |
| Tổng cộng sự nghiệp    | Tổng cộng sự nghiệp | Tổng cộng sự nghiệp | 296  | 72   | 28     | 10     | 23         | 9          | 69          | 20          | 3    | 2    | 419  | 113  |

1. ↑  Thi đấu tại DFL-Supercup
2. ↑  Four appearances in UEFA Champions League, four appearances and two goals in UEFA Europa League
3. ↑  Appearance in Mesterfinalen

### Bàn thắng cho đội tuyển quốc gia
| STT | Ngày                 | Địa điểm                                            | Đối thủ          | Tỉ số | Kết quả | Giải đấu                 |
| --- | -------------------- | --------------------------------------------------- | ---------------- | ----- | ------- | ------------------------ |
| 1   | 16 tháng 8 năm 2006  | Sân vận động Odense, Odense, Đan Mạch               | Ba Lan           | 1–0   | 2–0     | Giao hữu                 |
| 2   | 1 tháng 9 năm 2006   | Sân vận động Brøndby, Brøndby, Đan Mạch             | Bồ Đào Nha       | 4–2   | 4–2     | Giao hữu                 |
| 3   | 28 tháng 3 năm 2007  | MSV-Arena, Duisburg, Đức                            | Đức              | 1–0   | 1–0     | Giao hữu                 |
| 4   | 17 tháng 11 năm 2007 | Windsor Park, Belfast, Bắc Ireland                  | Bắc Ireland      | 1–0   | 1–2     | Vòng loại Euro 2008      |
| 5   | 21 tháng 11 năm 2007 | Sân vận động Parken, Copenhagen, Đan Mạch           | Iceland          | 1–0   | 3–0     | Vòng loại Euro 2008      |
| 6   | 26 tháng 2 năm 2008  | Športni Park, Nova Gorica, Slovenia                 | Slovenia         | 2–1   | 2–1     | Giao hữu                 |
| 7   | 26 tháng 3 năm 2008  | MCH Arena, Herning, Đan Mạch                        | Cộng hòa Séc     | 1–0   | 1–1     | Giao hữu                 |
| 8   | 10 tháng 9 năm 2008  | Sân vận động José Alvalade, Lisbon, Bồ Đào Nha      | Bồ Đào Nha       | 1–1   | 3–2     | Vòng loại World Cup 2010 |
| 9   | 5 tháng 9 năm 2009   | Sân vận động Parken, Copenhagen, Đan Mạch           | Bồ Đào Nha       | 1–0   | 1–1     | Vòng loại World Cup 2010 |
| 10  | 9 tháng 9 năm 2009   | Sân vận động Qemal Stafa, Tirana, Albania           | Albania          | 1–0   | 1–1     | Vòng loại World Cup 2010 |
| 11  | 3 tháng 3 năm 2010   | Sân vận động Ernst Happel, Viên, Áo                 | Áo               | 1–1   | 1–2     | Giao hữu                 |
| 12  | 19 tháng 6 năm 2010  | Sân vận động Loftus Versfeld, Pretoria, Nam Phi     | Cameroon         | 1–1   | 2–1     | World Cup 2010           |
| 13  | 6 tháng 9 năm 2011   | Sân vận động Parken, Copenhagen, Đan Mạch           | Na Uy            | 1–0   | 2–0     | Vòng loại Euro 2012      |
| 14  | 6 tháng 9 năm 2011   | Sân vận động Parken, Copenhagen, Đan Mạch           | Na Uy            | 2–0   | 2–0     | Vòng loại Euro 2012      |
| 15  | 11 tháng 11 năm 2011 | Sân vận động Parken, Copenhagen, Đan Mạch           | Bồ Đào Nha       | 2–0   | 2–1     | Vòng loại Euro 2012      |
| 16  | 11 tháng 11 năm 2011 | Sân vận động Parken, Copenhagen, Đan Mạch           | Thụy Điển        | 1–0   | 2–0     | Giao hữu                 |
| 17  | 15 tháng 11 năm 2011 | Blue Water Arena, Esbjerg, Đan Mạch                 | Phần Lan         | 2–1   | 2–1     | Giao hữu                 |
| 18  | 26 tháng 5 năm 2012  | Imtech Arena, Hamburg, Đức                          | Brasil           | 1–3   | 1–3     | Giao hữu                 |
| 19  | 13 tháng 6 năm 2012  | Arena Lviv, Lviv, Ucraina                           | Bồ Đào Nha       | 1–2   | 2–3     | Euro 2012                |
| 20  | 13 tháng 6 năm 2012  | Arena Lviv, Lviv, Ucraina                           | Bồ Đào Nha       | 2–2   | 2–3     | Euro 2012                |
| 21  | 12 tháng 10 năm 2012 | Sân vận động Quốc gia Vasil Levski, Sofia, Bulgaria | Bulgaria         | 1–1   | 1–1     | Vòng loại World Cup 2014 |
| 22  | 14 tháng 11 năm 2012 | Türk Telekom Arena, Istanbul, Thổ Nhĩ Kỳ            | Thổ Nhĩ Kỳ       | 1–0   | 1–1     | Giao hữu                 |
| 23  | 11 tháng 10 năm 2013 | Sân vận động Parken, Copenhagen, Đan Mạch           | Ý                | 1–1   | 2–2     | Vòng loại World Cup 2014 |
| 24  | 11 tháng 10 năm 2013 | Sân vận động Parken, Copenhagen, Đan Mạch           | Ý                | 2–1   | 2–2     | Vòng loại World Cup 2014 |
| 25  | 14 tháng 11 năm 2014 | Sân vận động Partizan, Belgrade, Serbia             | Serbia           | 1–1   | 3–1     | Vòng loại Euro 2016      |
| 26  | 14 tháng 11 năm 2014 | Sân vận động Partizan, Belgrade, Serbia             | Serbia           | 3–1   | 3–1     | Vòng loại Euro 2016      |
| 27  | 25 tháng 3 năm 2015  | NRGi Park, Aarhus, Đan Mạch                         | Hoa Kỳ           | 1–1   | 3–2     | Giao hữu                 |
| 28  | 25 tháng 3 năm 2015  | NRGi Park, Aarhus, Đan Mạch                         | Hoa Kỳ           | 2–2   | 3–2     | Giao hữu                 |
| 29  | 25 tháng 3 năm 2015  | NRGi Park, Aarhus, Đan Mạch                         | Hoa Kỳ           | 3–2   | 3–2     | Giao hữu                 |
| 30  | 14 tháng 11 năm 2017 | Sân vận động Aviva, Dublin, Ireland                 | Cộng hòa Ireland | 5–1   | 5–1     | Vòng loại World Cup 2018 |

## Danh hiệu

### Câu lạc bộ
Arsenal
- FA Cup: 2013–14

Juventus
- Serie A: 2012–13

Wolfsburg
- DFB-Pokal: 2014–15
- DFL-Supercup: 2015

Rosenborg
- Eliteserien: 2017, 2018
- Norwegian Football Cup: 2018
- Mesterfinalen: 2017

### Cá nhân
- Cầu thủ U17 Đan Mạch của năm: 2004
- Tài năng Đan Mạch của năm: 2007
- Cầu thủ xuất sắc nhất năm của Đan Mạch: 2009